# Boseureul jikyeora
Boseureul jikyeora (보스를 지켜라?, lett. "Proteggere il capo"; titolo internazionale Protect the Boss) è una serie televisiva sudcoreana trasmessa su SBS dal 3 agosto al 29 settembre 2011.

## Trama
Cha Ji-heon è un giovane immaturo, inutile nel suo lavoro come direttore del DN Group, del quale suo padre è il presidente. Ji-heon ha una lunga rivalità nel lavoro e in amore con il cugino Cha Mu-won, giacché questi è un dirigente maturo, laborioso e apparentemente perfetto, ed entrambi hanno una storia con Seo Na-yoon. Intrepida e dura, Eun-seol sta faticando a trovare un lavoro a tempo pieno a causa del suo passato da delinquente e del suo scarso background accademico. Dopo averne dette quattro ai direttori delle assunzioni durante un colloquio di lavoro presso il DN Group, resta sorpresa di trovarsi assunta da Mu-won per fare da segretaria a Ji-heon. Determinata a non essere licenziato dal suo primo lavoro professionale, Eun-seol lavora diligentemente per sopportare l'infantilismo di Ji-heon e tenerlo sotto controllo. Mentre i loro rapporti di lavoro progrediscono, si guadagnano la reciproca fiducia e amicizia, e Eun-seol aiuta Ji-heon a gestire le sue fobie e dimostrarsi capace di diventare il successore del DN Group.

## Personaggi
- Cha Ji-heon, interpretato da Ji Sung
- Noh Eun-seol, interpretata da Choi Kang-hee
- Cha Mu-won, interpretato da Kim Jae-joong
- Seo Na-yoon, interpretata da Wang Ji-hye
- Presidente Cha, interpretato da Park Yeong-gyu
- Shin Sook-hee, interpretata da Cha Hwa-yeon
- Signora Song, interpretata da Kim Young-ok
- Lee Myung-ran, interpretata da Ha Jae-sook
- Noh Bong-man, interpretato da Jung Kyu-soo
- Secretario Kim, interpretato da Kim Hyung-bum
- Secretario Jang, interpretato da Kim Ha-kyoon
- Hwang Kwan-jang, interpretato da Kim Chung
- Park Sang-mu, interpretato da Kim Seung-wook
- Yang Ha-young, interpretata da Lee Hee-won

## Ascolti
| Episodio | Data di trasmissione | Dati TNMS           | Dati TNMS                  | Dati AGB            | Dati AGB                   |
| Episodio | Data di trasmissione | A livello nazionale | Area metropolitana di Seul | A livello nazionale | Area metropolitana di Seul |
| -------- | -------------------- | ------------------- | -------------------------- | ------------------- | -------------------------- |
| 1        | 3 agosto 2011        | 12,1%               | 14,5%                      | 12,6%               | 14,5%                      |
| 2        | 4 agosto 2011        | 13,4%               | 16,3%                      | 14,7%               | 17,8%                      |
| 3        | 10 agosto 2011       | 15,3%               | 18,3%                      | 15,5%               | 17,8%                      |
| 4        | 11 agosto 2011       | 15,3%               | 17,6%                      | 16,4%               | 18,7%                      |
| 5        | 17 agosto 2011       | 15,7%               | 19,2%                      | 17,8%               | 20,5%                      |
| 6        | 18 agosto 2011       | 16,1%               | 19,0%                      | 17,8%               | 20,4%                      |
| 7        | 24 agosto 2011       | 14,0%               | 17,8%                      | 16,3%               | 18,5%                      |
| 8        | 25 agosto 2011       | 15,6%               | 18,7%                      | 16,5%               | 19,0%                      |
| 9        | 31 agosto 2011       | 14,0%               | 17,2%                      | 16,0%               | 18,3%                      |
| 10       | 1º settembre 2011    | 14,5%               | 17,5%                      | 15,4%               | 17,2%                      |
| 11       | 7 settembre 2011     | 13,2%               | 15,5%                      | 15,3%               | 17,4%                      |
| 12       | 8 settembre 2011     | 13,4%               | 16,2%                      | 14,8%               | 16,6%                      |
| 13       | 14 settembre 2011    | 13,9%               | 18,1%                      | 13,2%               | 15,4%                      |
| 14       | 15 settembre 2011    | 13,3%               | 15,8%                      | 14,0%               | 15,3%                      |
| 15       | 21 settembre 2011    | 13,5%               | 16,9%                      | 14,5%               | 16,6%                      |
| 16       | 22 settembre 2011    | 12,9%               | 15,4%                      | 14,1%               | 16,4%                      |
| 17       | 28 settembre 2011    | 14,1%               | 17,1%                      | 12,9%               | 15,5%                      |
| 18       | 29 settembre 2011    | 14,6%               | 18,1%                      | 14,2%               | 16,6%                      |

## Colonna sonora
1. "우리 그냥 사랑하게 해주세요" (Please let us love) – Apink
2. "잘 알지도 못하면서" – Lyn
3. "지켜줄게" (I'll protect you) – Kim Jae-joong
4. "묻는다 – 엠스트리트" - M.Street
5. "그대만 보여요" (I can only see you) – Yewon delle Jewelry e Hwang Kwang-hee degli ZE:A
6. "슬픈 노래는" (Sad song) – Heo Young-saeng
7. "너 때문에" – Hyu Woo
8. "이제야 알겠어" (Now we know why) – Son Hyun-woo
9. "우리 그냥 사랑하게 해주세요" (strumentale)
10. "잘 알지도 못하면서" (strumentale)
11. "지켜줄게" (strumentale)
12. "묻는다" (strumentale)
13. "그대만 보여요" (strumentale)
14. "슬픈 노래는" (strumentale)
15. "너 때문에" (strumentale)
16. "이제야 알겠어" (strumentale)